# Casa di riposo

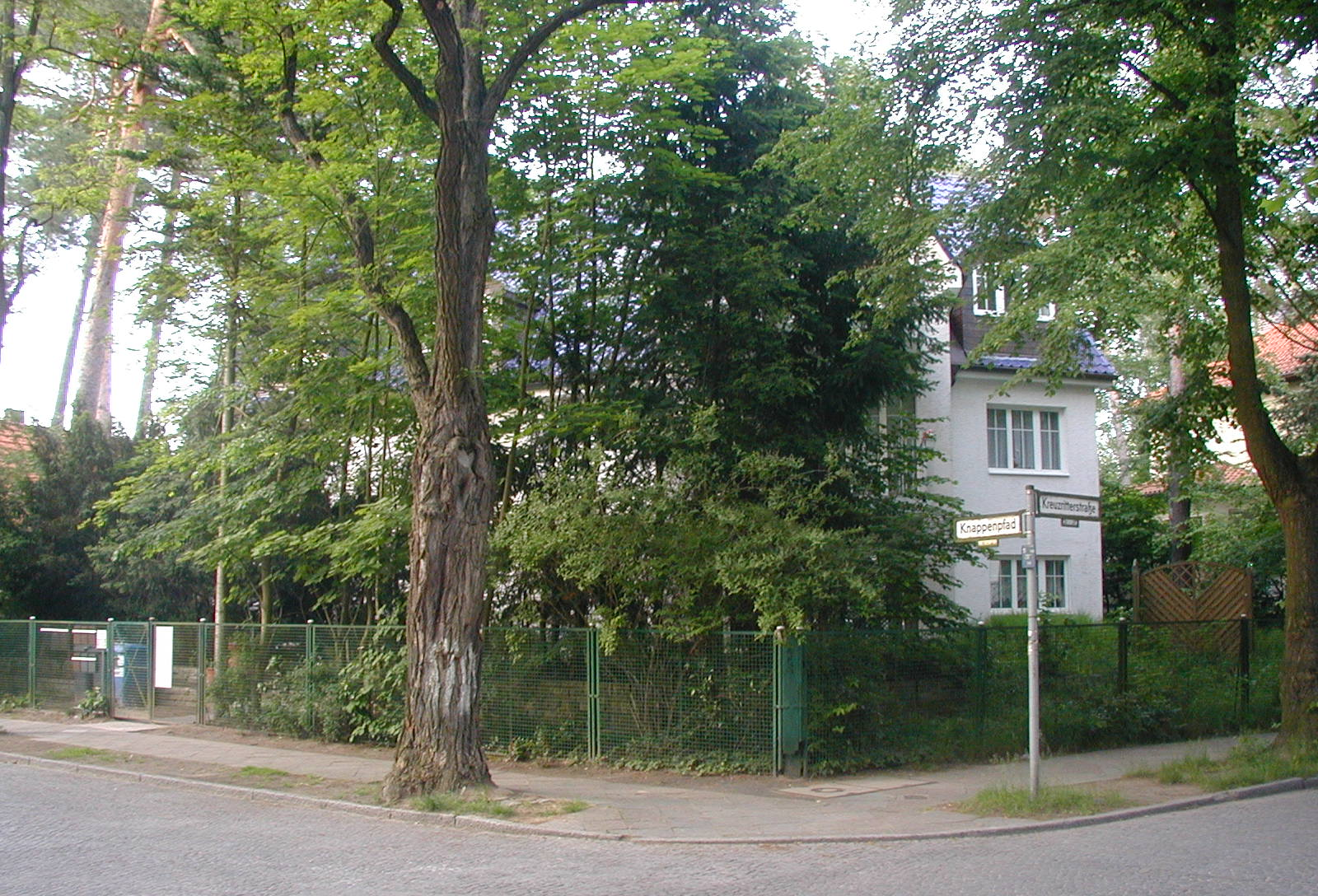
Casa di riposo a Berlino

Una casa di riposo, in precedenza anche ospizio, è un alloggio destinato agli anziani almeno parzialmente autosufficienti. La capacità ricettiva di una casa di riposo non può superare di norma gli 80 posti residenziali; per le case già operanti tale limite è elevato a 120 unità .

## Caratteristiche
Il modello ideale di casa di riposo è che ogni persona o coppia nella casa ha una stanza arredata o una suite. Ulteriori servizi vengono forniti entro l'edificio. Spesso questo comprende le strutture per i pasti, un luogo di incontro, la ricreazione, e una qualche forma di assistenza sanitaria od hospice. Il livello dei servizi varia enormemente. Un posto in una casa di riposo può essere pagato per una locazione base, come un appartamento, o possono essere acquistati in perpetuo sulla stessa base di un condominio.
I villaggi per i pensionati e le comunità di pensionati, a differenza delle case di riposo, offrono case per i residenti separate e autonome.

## Modalità d'accesso
In una struttura pubblica o convenzionata, bisogna presentare la domanda presso l'Ufficio dei Servizi Sociali del comune di residenza, al quale consegue la visita presso l'U.V.G. (unità di valutazione geriatrica), nella quale il medico-geriatra, valuta le condizioni cliniche del futuro ospite. Alla visita medica, consegue l'attesa del posto letto, mediante la graduatoria. Nelle strutture private, è sufficiente prendere contatto con la struttura. Nelle strutture pubbliche o convenzionate, l'ospite paga la retta in base al proprio reddito. Nelle strutture private, l'ospite paga in base alla retta decisa dalla struttura.

## Servizi offerti
Le case di riposo, garantiscono all'ospite il servizio completo alberghiero e l'assistenza sanitaria di base. All'ospite viene garantita la prima colazione, il pranzo, la cena, assistenza sanitaria, assistenza nell'igiene personale, assistenza durante i pasti e la fisioterapia con ginnastiche attive e passive. Il personale infermieristico e sociosanitario, garantisce 24h su 24, il monitoraggio delle condizioni di salute, dei parametri vitali degli ospiti e dove prevista, la somministrazione delle terapie farmacologiche. L'animazione prevede attività come il gioco delle carte, la lettura del giornale, il bricolage e l'ascolto della musica.
L'Intelligenza Artificiale e l'Internet delle Cose (IA e IoT) stanno avendo un impatto anche sui servizi offerti agli anziani, sia nelle case di riposo che per quanto riguarda gli anziani autosufficienti. Sono stati sviluppati sistemi di monitoraggio della salute, di gestione e sorveglianza degli anziani con esigenze speciali basati sull'Intelligenza Artificiale e i margini di perfezionamento ed espansione di questi sistemi sono notevoli al momento.

## Nel mondo

### Italia
Una casa di riposo differisce da una Residenza Sanitaria Assistenziale (RSA) poiché quest'ultima è destinata a persone non autosufficienti e da una casa di cura per il livello di cure mediche fornite. In alcune regioni italiane (ad esempio in Lombardia), la distinzione tra casa di riposo e RSA è più sfumata.

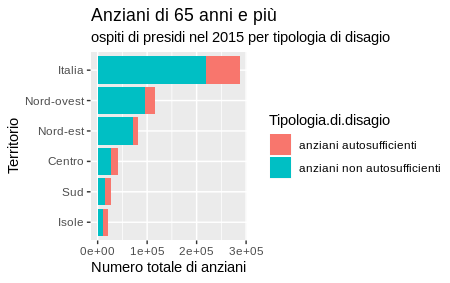
Analisi statistica sull'anzianità in Italia nel 2015 con dati Istat

L'attualità della cronaca denuncia in Italia la situazione reale a tutt'oggi in alcune case di riposo:
In Italia, le case di riposo rappresentano una soluzione abitativa intermedia per anziani autosufficienti o parzialmente autonomi, offrendo un ambiente sicuro e servizi di supporto non medicalizzati. Queste strutture, sia pubbliche che private, rispondono a una domanda in crescita dovuta all’invecchiamento della popolazione. Al 2023 si contano oltre 12.000 presidi residenziali con circa 408.000 posti letto, ma con forti disuguaglianze territoriali e una copertura ancora limitata rispetto al fabbisogno stimato.